# Pygocoelis maynei
Pygocoelis maynei är en skalbaggsart som beskrevs av Thérond 1957. Pygocoelis maynei ingår i släktet Pygocoelis och familjen stumpbaggar. Inga underarter finns listade i Catalogue of Life.